# الاتحاد الدولي لعلم الرايات
الاتحاد الدولي لعِلم الرايات أو الاتحاد الدولي لنقابات عِلم الرايات (بالفرنسية: Fédération internationale des associations vexillologiques أو اختصارًا FIAV) هو اتحاد دولي تأسس عام 1969، يقع مقره في هيوستن، تكساس في الولايات المتحدة الأمريكية بالإضافة إلى لندن في المملكة المتحدة. يتكون من 55 جمعية ومعهد إقليمي ووطني متعدد الجنسيات حول العالم، يختص بدراسة علم الرايات، والذي يعرّفه الاتحاد في دستوره على أنه «إنشاء وتطوير هيئة للمعرفة بالرايات وأنواعها وأشكالها ووظائفها، بالإضافة إلى النظريات العلمية والمبادئ المبنية على تلك المعرفة».

## تاريخ
كان العالم الأمريكي ويتني سميث أول من قام بدراسة الرايات، وأطلق مصطلح علم الرايات عام 1957، والذي يشير إلى التحليل العلمي لجميع الجوانب المتعلقة بالرايات. قام سميث بتأسيس عدة جمعيات معنية بهذا المجال، كان من أهمها الرابطة الدولية للمختصين بعلم الرايات، التي أسسها مع زملائه في 1965.
لقد تم تنظيم الاتحاد الدولي لعلم الرايات مؤقتًا في 3 يلول/ سبتمبر 1967 في المؤتمر الدولي الثاني لعلم الرايات الذي عُقد في سويسرا، ليحل محل الرابطة الدولية للمختصين بعلم الرايات، إلا أنه تأسس رسميًا في 7 أيلول/ سبتمبر 1969 في المؤتمر الدولي الثالث لعلم الرايات الذي عُقد في بوسطن في الولايات المتحدة.

## وصلات خارجية
- الموقع الرسمي